# دوچرخه بی‌ام‌ایکس

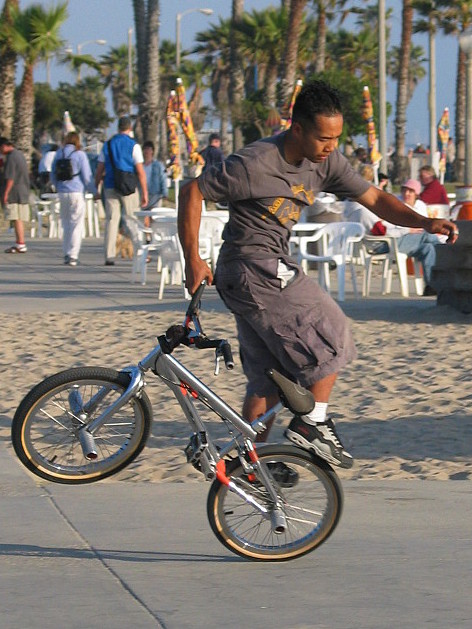
تصویر دوچرخه سواری نمایشی bmx

دوچرخهٔ بی‌ام‌ایکس نوعی دوچرخه است که بیشتر برای انجام حرکات نمایشی همچون پرش از پله‌ها و موانع در شهرها مورد استفاده می‌شود. دوچرخه‌های بی‌ام‌ایکس هم‌اندازهٔ دوچرخهٔ بچه‌گانه هستند و طوقه‌های کوچک و پره‌هایی بسیار مقاوم دارند. لاستیک آنها عاج‌دار است و مقاومت بالایی دارد. این دوچرخه‌ها بدون دنده و تک سرعته هستند و زین آن برای کنترل بهتر در حرکات آیروبیک، بسیار پائین طراحی شده‌است. دوچرخه‌های بی‌ام‌ایکس' دارای ترمزهای خاص و محلی برای قرار دادن پا در دو طرف توپی‌های چرخ جلو و عقب برای تسلط بیشتر در هنگام انجام حرکات نمایشی هستند. جنس تنهٔ این دوچرخه‌ها از آلیاژ کرومولی است که دارای قامه‌های بلند نسبت به تنه و پدال‌های پهن و فرمان خاص است. نداشتن سیستم فنربندی و وجود تنهٔ خشک که باعث بالا رفتن سرعت در پیست و حرکات نمایشی می‌شود از دیگر ویژگی‌های این دوچرخه‌ها به‌شمار می‌آید.